# Förster Jenő
Förster Jenő, születési nevén Förster Ödön Jenő (Szepesolaszi, 1879. december 30. – Budapest, Józsefváros, 1919. november 22.) levéltáros, történész.

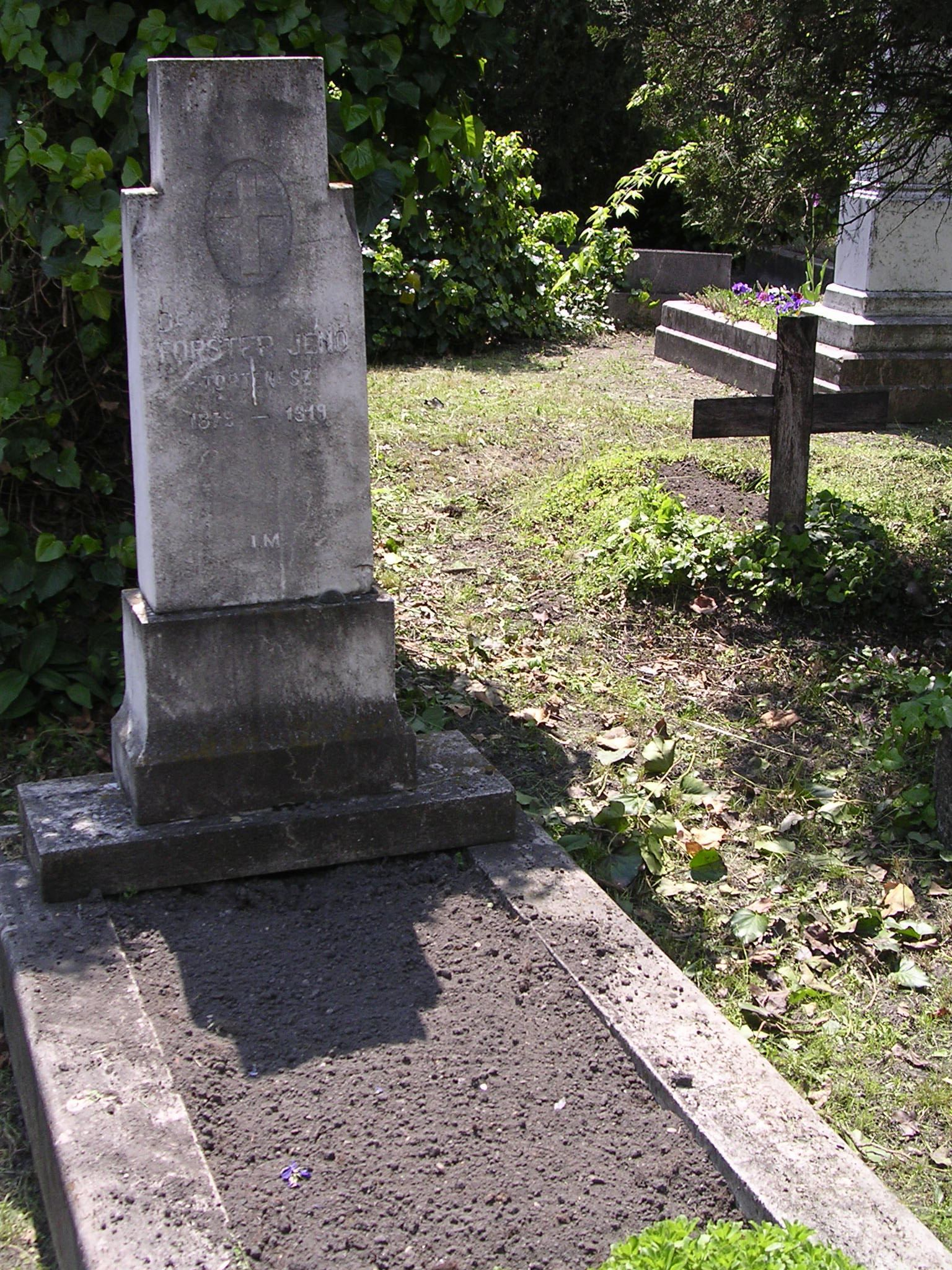
Sírja a Fiumei úti sírkertben

## Élete
Förster Ede (1844–1908) ügyvéd és Kosáry Kornélia fiaként született. Testvéreivel (János, Kálmán) együtt az Iglói Evangélikus Főgimnáziumban tanult. A Budapesti Tudományegyetem Bölcsésztudományi karán az Eötvös-kollégium tagja volt, majd Berlinben és Párizsban folytatta tanulmányait. Bölcsészdoktori oklevelevelet szerzett.
1904–1919 között Szepes vármegye levéltárosa volt Lőcsén. 1918-ban a szepességi németség Magyarországon belüli maradásának híve volt, majd a csehszlovák államfordulat alatt a független Szepességi Köztársaság megalakítását szorgalmazta. Emiatt kénytelen volt elhagyni szülőföldjét és Budapestre költözött. 1919-ben az Országos Levéltárban kapott állást, de rövidesen elhunyt.
1909-től a Szepesmegyei Történelmi Társulatnak nyolc éven át volt a titkára. A Közlemények Szepes Vármegye Múltjából című folyóirat alapítója, majd szerkesztője. Kiadta Hain Gáspár Lőcsei Krónikáját. 1911-ben kidolgozta a a szepesi levéltár selejtezési rendjét, majd a szepesi nemesi címerek és címeres levelek alfabetikus jegyzékét.
Förster Kálmán (1885–1971) salgótarjáni polgármester testvére.
Felesége Reisz Klára volt.

## Művei
- 1909 Szepes vármegye nemes családjainak összeírásai: III. Az 1835. évi összeírás. Közlemények Szepes vármegye múltjából 1.
- 1909 A szepesi nemesi hadak felkelése 1809-ben. Közlemények Szepes vármegye múltjából 1.
- 1910 Czímeres nemeslevelek Szepes vármegye levéltárában. Közlemények Szepes Vármegye Múltjából 2/1, 38-49.
- 1911 Adatok a szepesi zsidók történetéhez. Közlemények Szepes vármegye múltjából 3.
- 1911-1913 Hain Gáspár: Lőcsei krónika. I-II. (társszerző Bal Jeromos - Kaufmann Aurél)
- 1912-1913 Nemességigazoló perek Szepes vármegye levéltárában. Közlemények Szepes vármegye múltjából 4, 41-50, 107-113, 209-225; 5, 37-46, 156-161.
- 1915 Szepes megye a tatárjárás előtt. Közlemények Szepes vármegye múltjából 7.
- 1916 Szepesvármegye a tatárjárás előtt. Közlemények Szepes vármegye múltjából 8.